# Szentlélek-plébániatemplom (Remetekertváros)
A Szentlélek-plébániatemplom 1937 és 1942 között épült római katolikus plébániatemplom az Esztergom-Budapesti főegyházmegyében, Budapest II. kerületének remetekertvárosi városrészében, a Máriaremetei úton. Tervezője Kismarty-Lechner Jenő volt, aki a templom formavilágát az ókeresztény bazilikákéhoz hasonlatosan álmodta meg. A templom a környékbeli lakosság katolikus részén kívül ellátja a budapesti francia közösség tagjait is.

## Története
A mai Remetekertváros az 1930-as évek elejéig jobbára beépítetlen külterületnek számított, a terület ettől fogva kezdett kiépülni. Az ide költözött lakosokban hamar felmerült az igény egy templom iránt, az első kápolna ezt követően Slachta Margit pesthidegkúti házában jött létre, a székesfehérvári egyházmegyei hatóság engedélyével. Időközben ide költözött Bozsik Pál nyugalmazott gyöngyösi plébános, aki rövidesen megkezdte egy önálló egyházközség szervezését és egy új, saját templom építésének előkészületeit.
A következő években országos gyűjtés indult, s az így összegyűlt adományok felhasználásával épült fel a remetekertvárosi Szentlélek-templom, az 1937 adventjében letett alapkőre, öt év alatt. Tervezője Kismarty-Lechner Jenő műépítész volt, aki „a Smaragdtemplom, a Szentlélek dicsőségére, a modern egyházépítészet diadalaként” álmodta meg a 712 m² alapterületű, 12 méter magas, kétezer fő befogadására alkalmas templomot, melynek főhajója őskeresztény bazilikát formáz, két mellékhajója pedig annak benépesülését szolgálja.
Az elválasztó árkádok oszlopait belülről 12 szentet ábrázoló kőszobor díszíti, ezek Vida Zoltán alkotásai. Az említett szobrokon felül Árkayné Sztehlo Lili üvegfestő, Feszty Masa, Pogány Géza, Molnár C. Pál festményei és mások műalkotásai ékesítik a templomot kívül-belül; orgonája az Angster orgona- és harmóniumgyár egyik utolsó remekműve.
A napjainkban is még szépülő templomot 1942. június 29-én Shvoy Lajos székesfehérvári megyés püspök szentelte fel. Akkoriban itt imádkozott a háború sok lengyel menekültje is, akik az építésből is kivették részüket. 1978-ban műemlékké nyilvánították. A magyarországi egyházmegyék 1990-es évekbeli határrendezése óta az Esztergom-Budapesti főegyházmegye kötelékébe tartozik.

## A templom jelene
Manapság a templom nemcsak a városrész és a tágabb környék katolikus vallású lakosait szolgálja ki, de a budapesti francia kolónia tagjai számára is bemutat heti egy szentmisét a templomban (vasár- és ünnepnapokon 11 órakor) dr. Papp Tamás plébános. Az altemplomban 500 sírhely és kolumbárium őrzi és várja az egyházközség és a közélet neves jótevőit, művészeit örök nyugalomra. A Szent Pál-kápolna a Manoljov család egyházművészeti gyűjteményének ad otthont.

## A templom papjai
Jelenleg
- 1995-2010 dr. Papp Tamás (aki a francia hívek lelkésze is)

Korábban
- 2007-2010 Varga János
- 2002-2007 Molnár István
- 1978–2002 Makó Dávid
- 1976-1977 dr. Albertini Péter
- 1960- Kenéz Rudolf
- 1951- Ásguthy József
- 1949- Bozsik Pál[1]

## Képgaléria

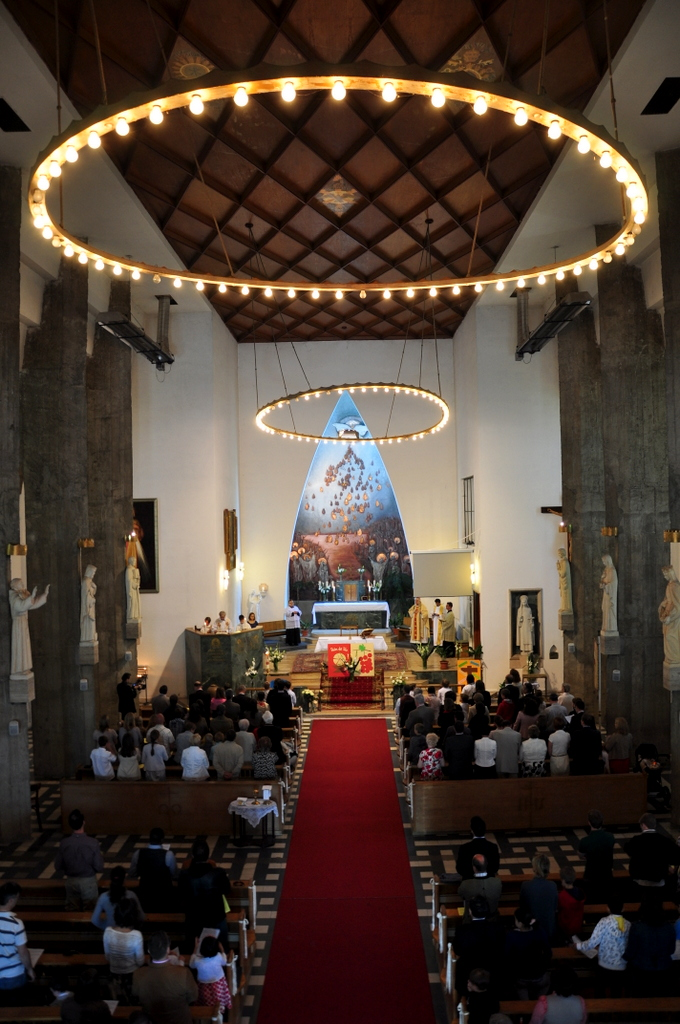
Templombelső
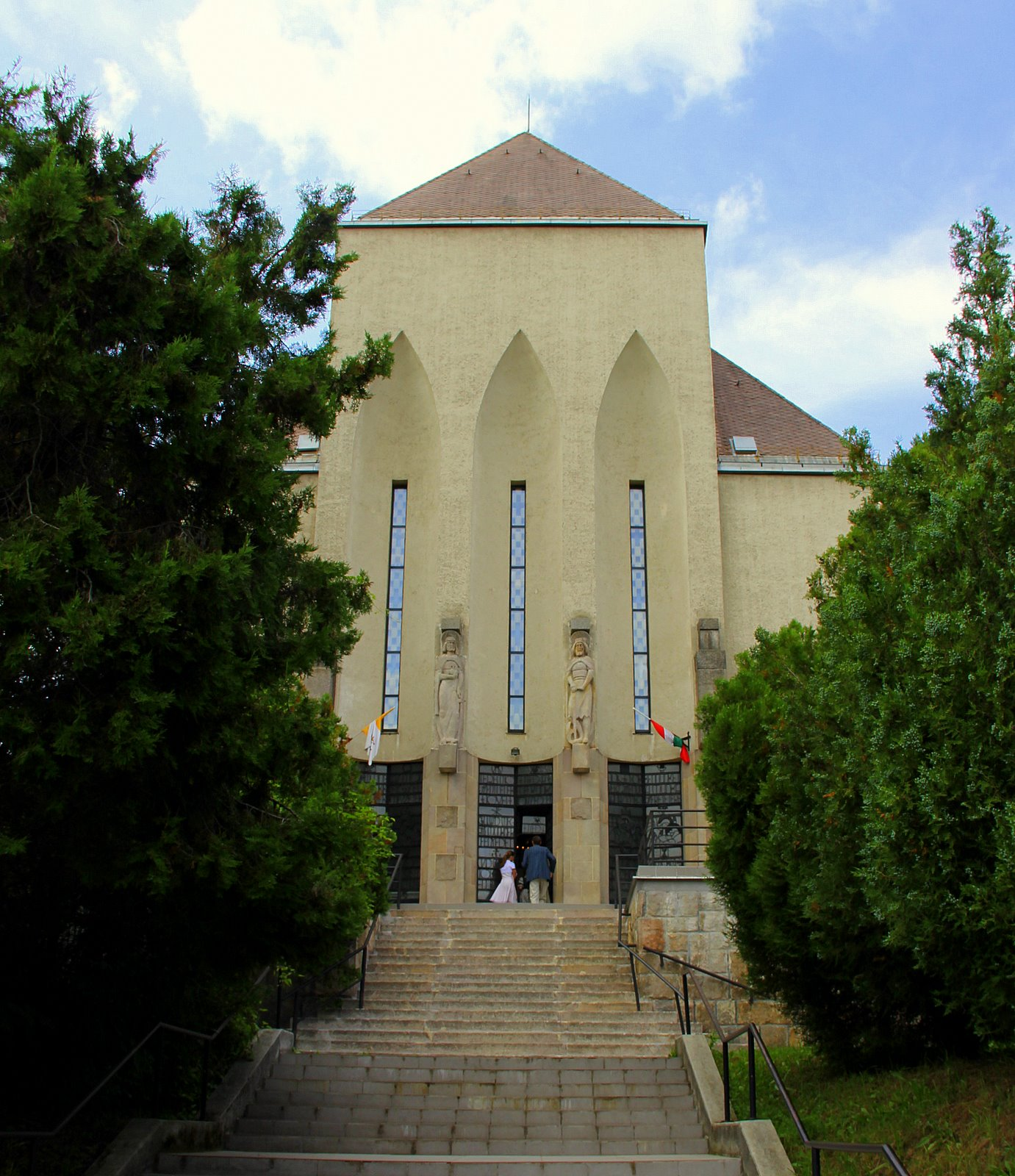
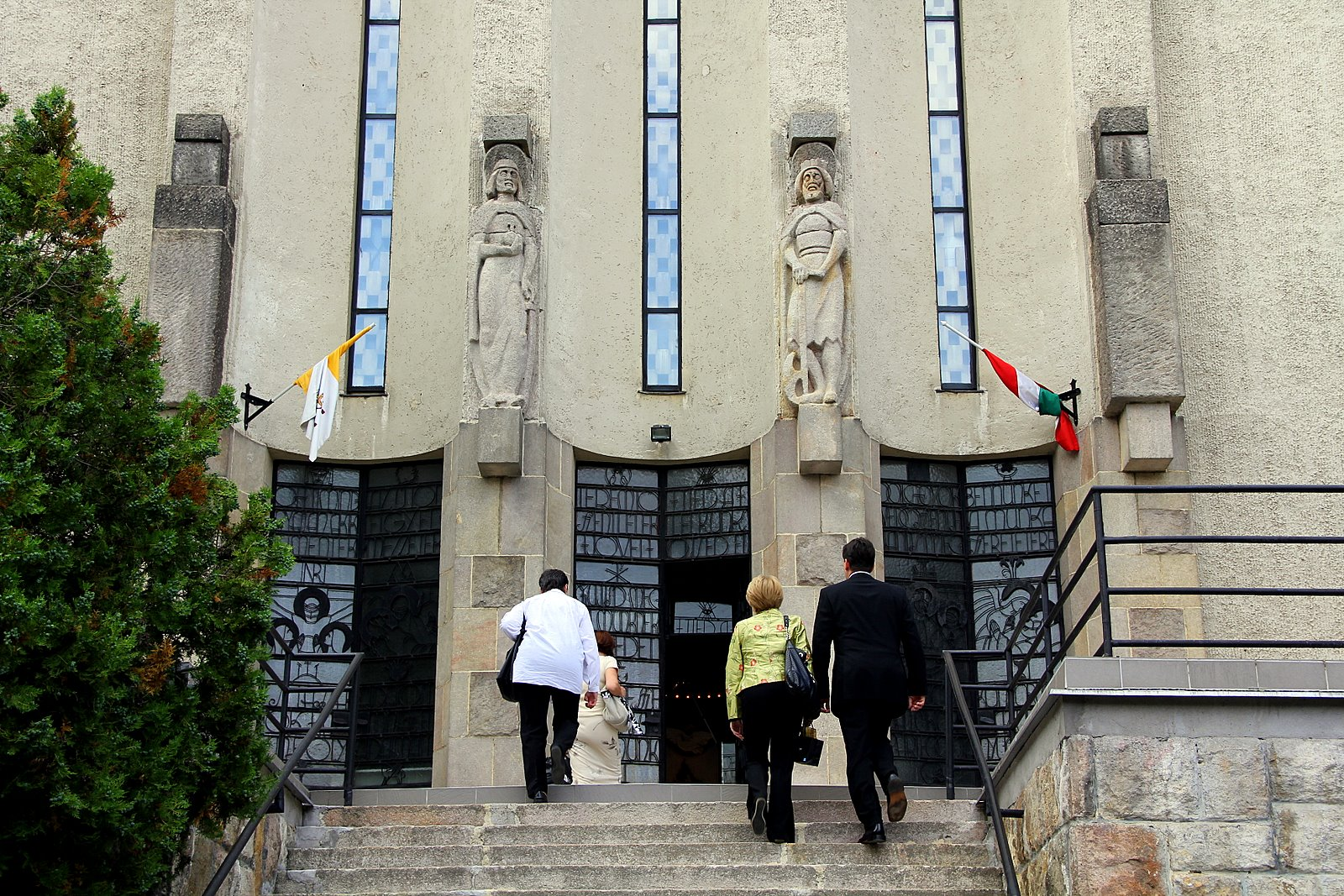
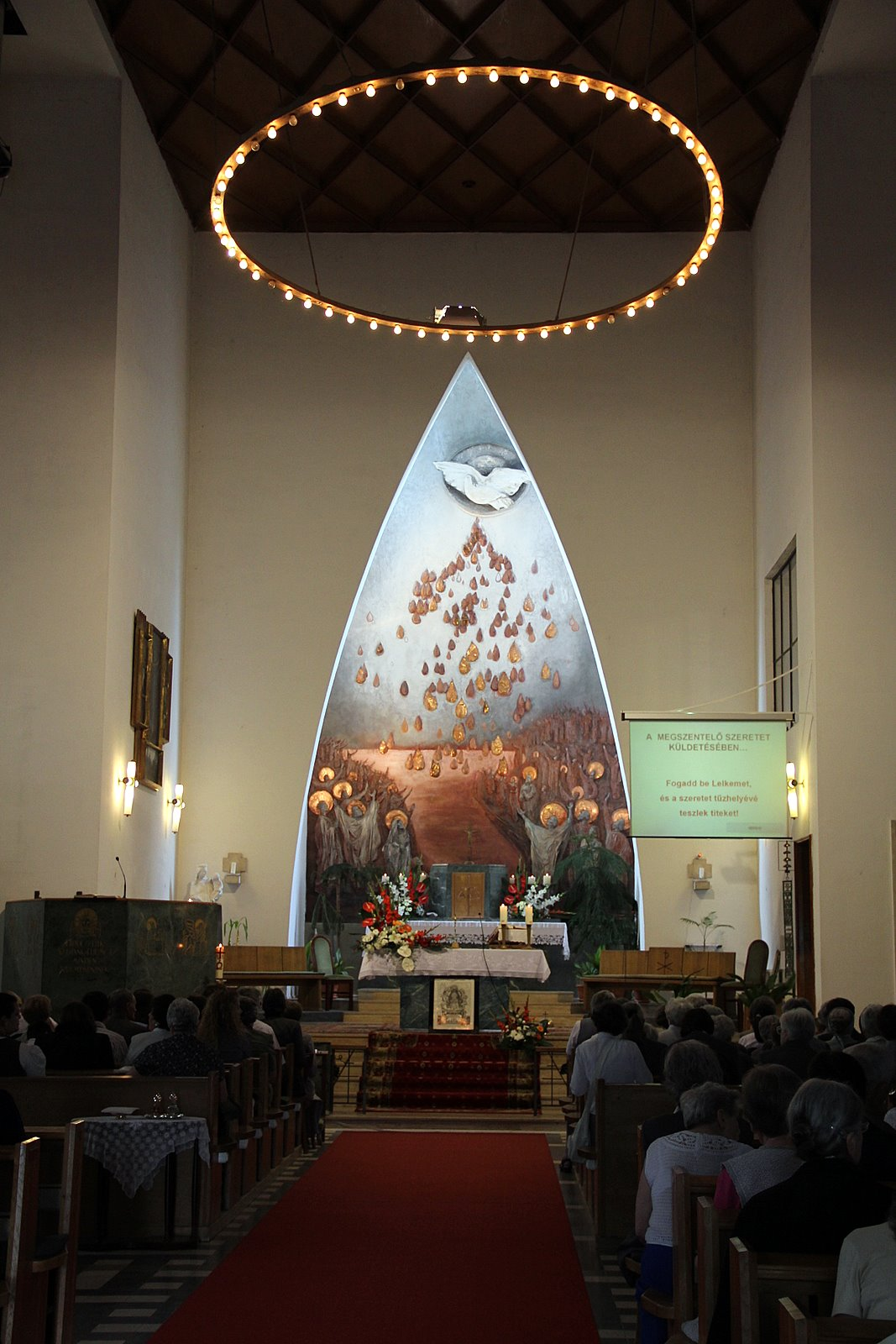
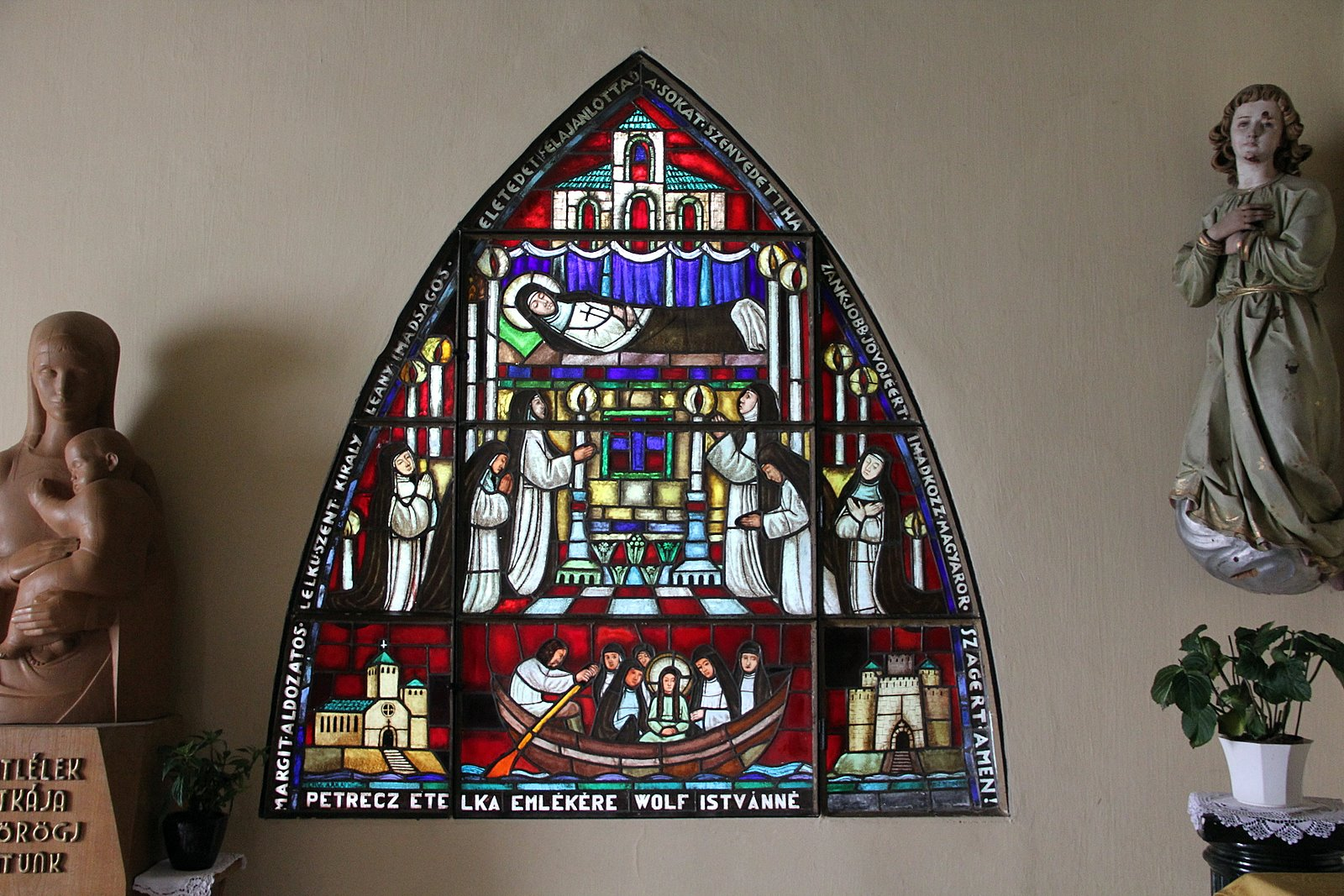
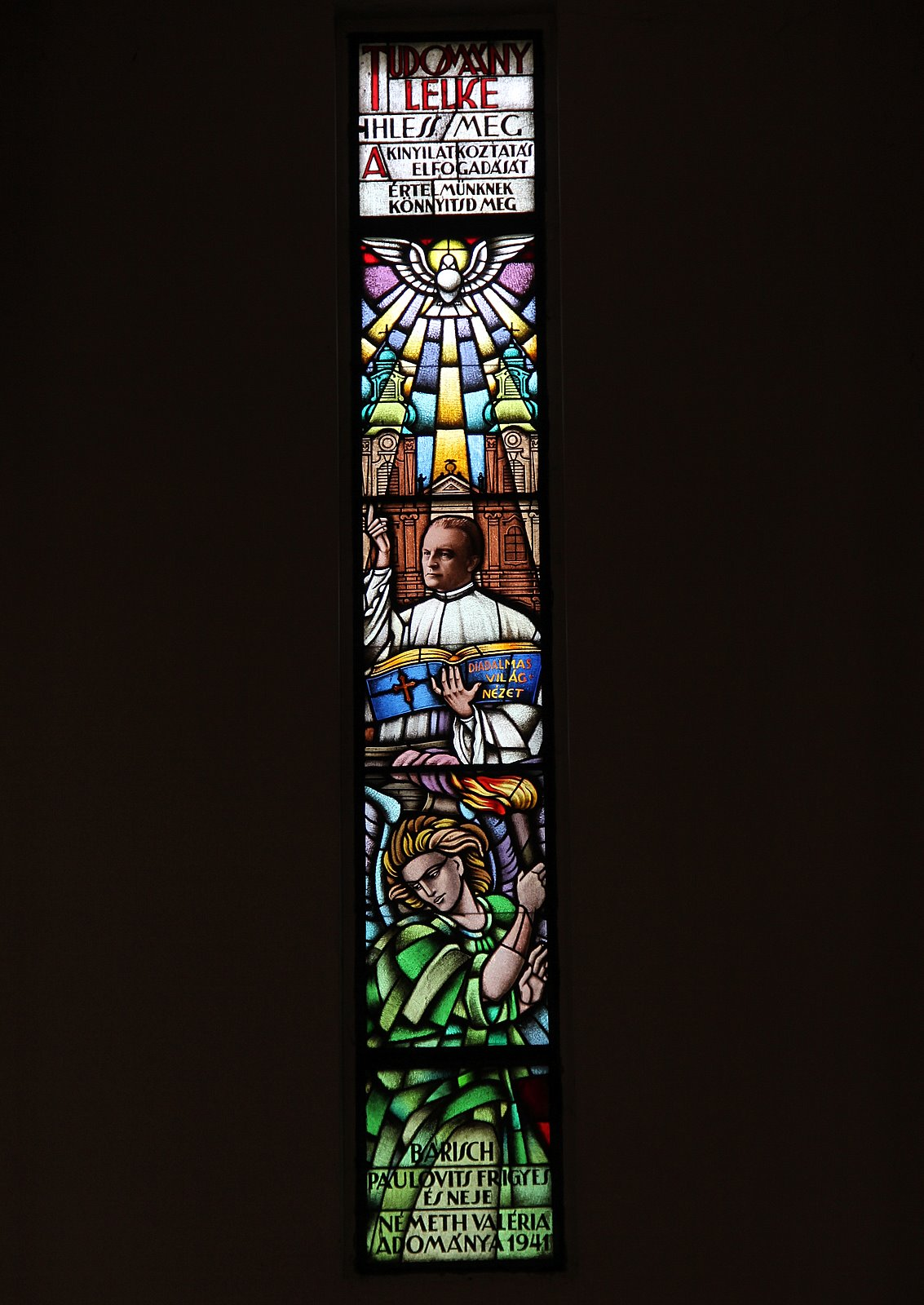
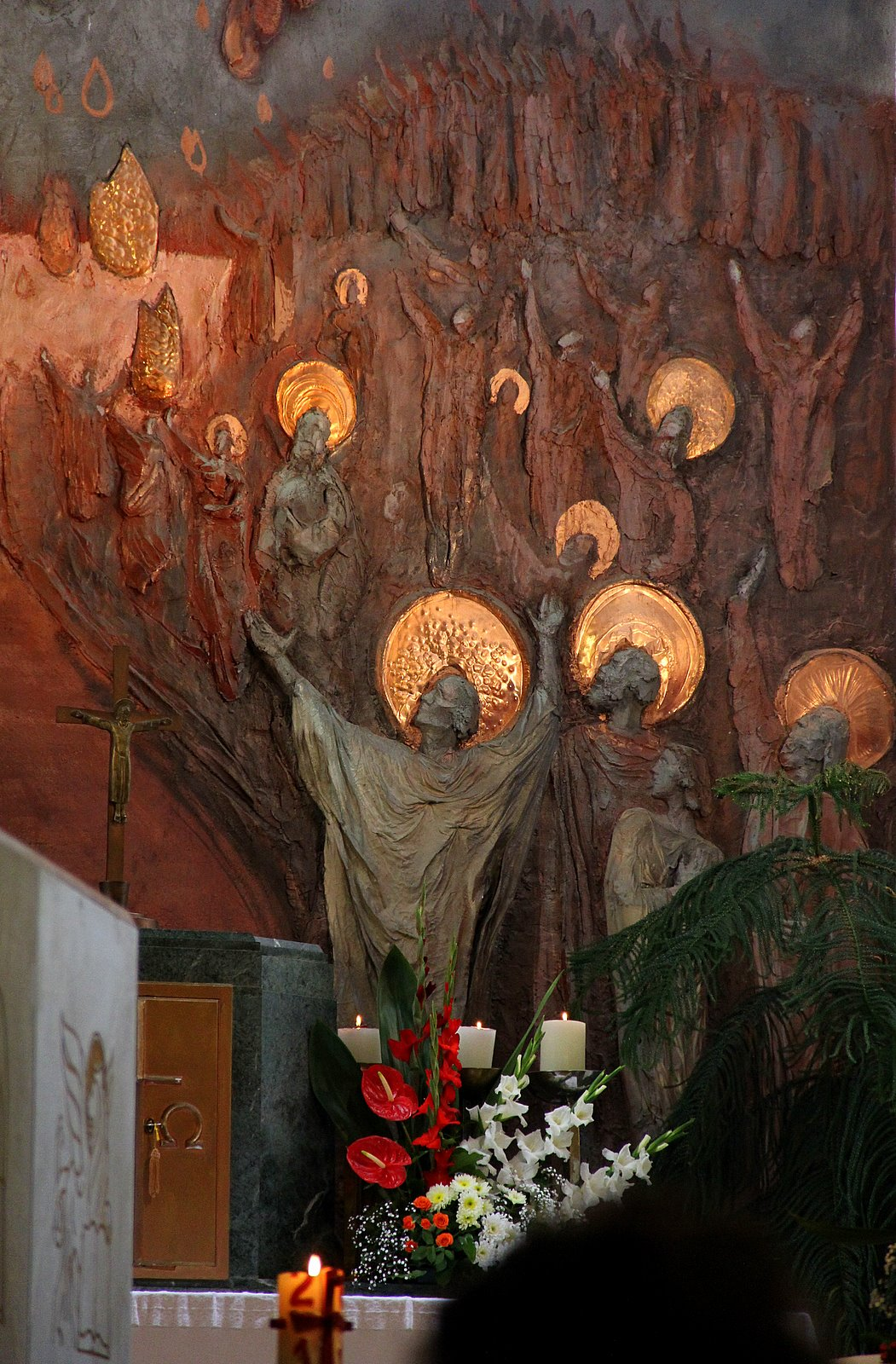
A főoltár részlete.
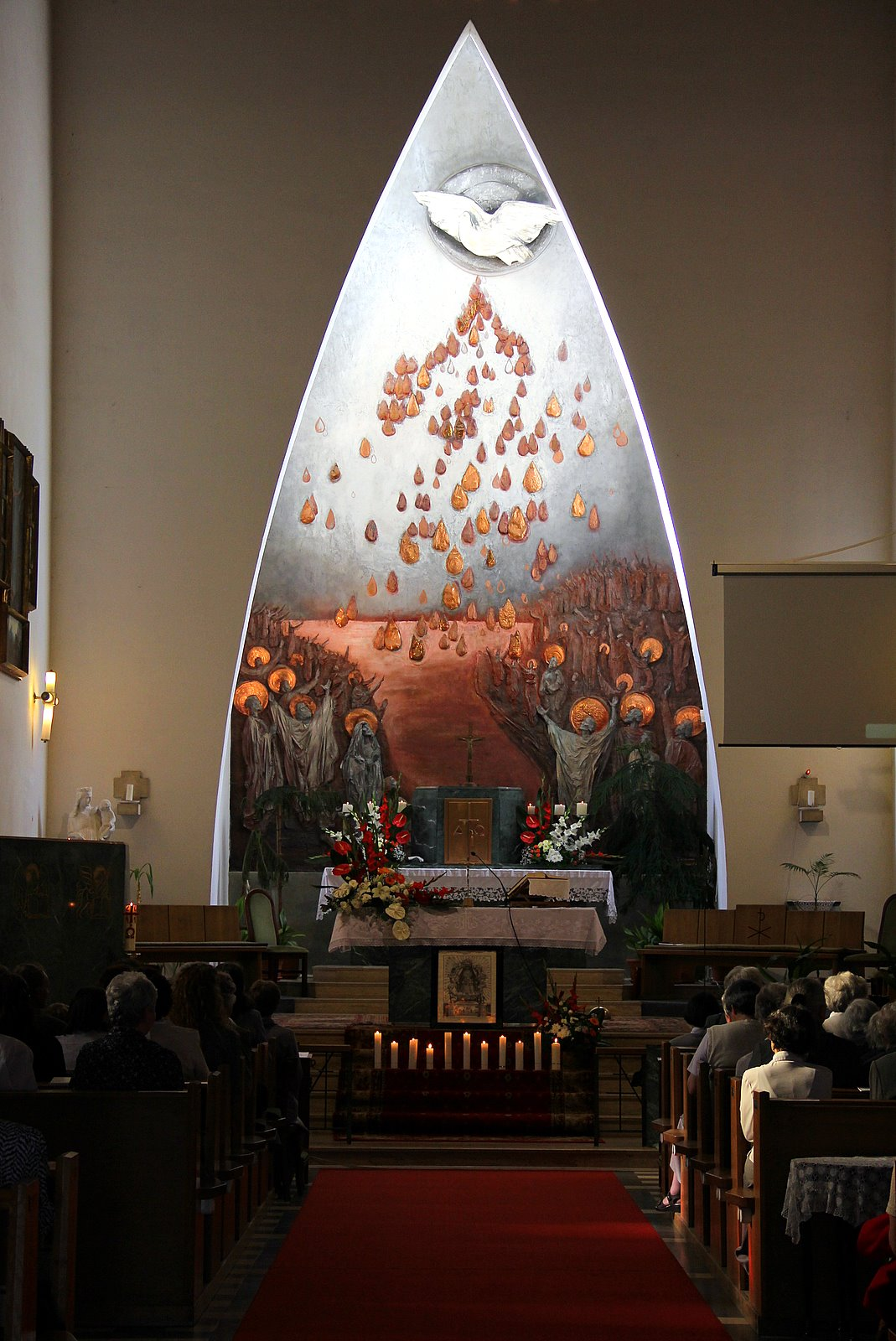
A főoltárkép Pogány Géza munkája és a Szentlélek eljövetelét ábrázolja